# 薗部光伸

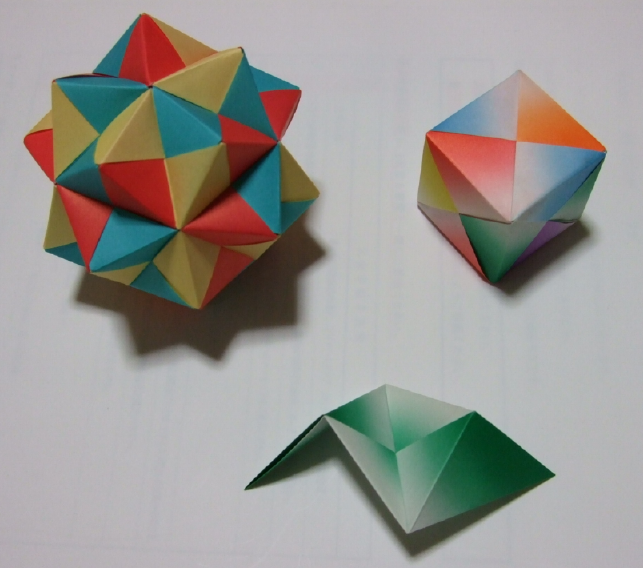
薗部式ユニットによる30枚組・三方二十面体（左上）、6枚組（右上）、単体のユニット（下）

薗部 光伸（そのべ みつのぶ、1937年 -2021年）は、日本のユニット折り紙作家。日本折紙協会所属。
1960年代に、ユニット折り紙における「薗部式ユニット」を考案したことで知られる。このユニットは、シンプルな折り方ながら応用範囲が広く、ユニット折り紙の普及のきっかけになった。現在でもショーウィンドーなどで薗部式30枚組のくす玉を目にする機会は多く、日本人にとって最もなじみ深い折り紙作品の一つといってよい。

## 書籍
- 『折り紙あそび』 薗部光伸, 高浜利恵 共著、永岡書店〈やさしい折り紙教室〉、1977.2
- 『折り紙のくふう』 薗部光伸 著、永岡書店〈やさしい折り紙教室〉、1977.6
- 『折り紙あそび : お母さんのお話つき』 高浜利恵, 薗部光伸 編著、西東社、1978.10
- 『たのしい折り紙 : お母さんのお話つき』 薗部光伸 著、西東社、1979.3
- 『作って遊ぼう折り紙ランド』 薗部光伸 著、小学館〈幼児と保育文庫〉、1980.5
- 『あたらしい折り紙』 薗部光伸, 高濱利恵 共著、永岡書店〈やさしい折り紙教室〉、1994.8
- 『たのしいおりがみ事典』 薗部光伸 監修、おりがみを楽しむ会 編著、成美堂出版、1997.7
- 『三の絲 : 句集』 薗部庚申 著、邑書林、1999.1
- 『おりがみ大百科』 薗部光伸 著、勁文社〈ケイブンシャの大百科〉、2001.1
- 『贈る・飾る・楽しむ実用折り紙 : 四季を彩る素敵な小物110』 薗部光伸 編、成美堂出版、2002.1